# Vasile Popeangă
Vasile Popeangă (n. 5 martie 1948

) este un deputat român, ales în 2012 din partea Partidului Social Democrat. 